# Puisieux-et-Clanlieu
Puisieux-et-Clanlieu är en kommun i departementet Aisne i regionen Hauts-de-France i norra Frankrike. Kommunen ligger  i kantonen Sains-Richaumont som ligger i arrondissementet Vervins. År 2022 hade Puisieux-et-Clanlieu 327 invånare.

## Befolkningsutveckling
Antalet invånare i kommunen Puisieux-et-Clanlieu
Referens: INSEE